# Équipe du Rwanda de football
Cet article traite de l'équipe masculine. Pour l'équipe féminine, voir Équipe du Rwanda féminine de football.
Maillots
L'équipe du Rwanda de football est constituée par une sélection des meilleurs joueurs rwandais et des joueurs professionnels évoluant principalement sur le continent européen sous l'égide de la FERWAFA.

## Histoire

### Les débuts du Rwanda
Le pays fut indépendant vis-à-vis de la Belgique le 1er juillet 1962. La Fédération rwandaise de football association (FERWAFA) est fondée en 1972. Elle est affiliée à la FIFA depuis 1976 et est membre de la Confédération africaine de football depuis 1976 également. Le premier match officiel de l’équipe du Rwanda de football fut joué au Gabon, le 29 juin 1976 contre le Burundi, qui se solda par une défaite sur le score de 6 buts à 2. Une des plus larges défaites du Rwanda fut enregistrée le 7 juillet 1976 au Gabon, contre le Cameroun. Cela se solda par un 5-0 pour les Lions Indomptables. Cinq jours plus tard, toujours au Gabon, il rencontre le Zaïre et connaît une de ses plus larges défaites, sur le même écart de buts. Le 10 avril 1983, en Tunisie, le Rwanda enregistra une de ses plus larges défaites sur le même score contre la Tunisie.

### Quand la situation n’est pas favorable au football (1994-2004)
Du fait du génocide qui a eu lieu en 1994, le Rwanda se trouva dans une situation très peu propice au football, du fait de la tension entre Tutsi et Hutu, même des années après le génocide, comme le fait de ne pas participer aux éliminatoires de la CAN 1996. L’Ouganda fait concéder une des plus larges défaites au Rwanda, le 1er août 1998, à Kampala sur le score de 5 buts à 0. Pour la Coupe du monde 1998, l’équipe du Rwanda fut battue au 1er tour des éliminatoires par la Tunisie. Pour la Coupe du monde 2002, elle est battue au 1er tour par la Côte d'Ivoire. Le Rwanda remporta une compétition régionale, la Coupe CECAFA des nations en 1999, en battant le Kenya (3-1) et fut finaliste en 2003 (battu par l’Ouganda (0-2)).

### La seule apparition du Rwanda à la CAN 2004
L’équipe du Rwanda ne participa qu’à une seule CAN en 2004, en Tunisie, grâce à Ratomir Dujković, entraineur de nationalité croate. Il frôla les quarts avec une victoire contre la RD Congo (1-0, but de Saïd Makasi), un match nul contre la Guinée (1-1, but de Karim Kamanzi) et une défaite contre la Tunisie (1-2, but de João Elias) au 1er tour.

### Depuis 2004
Pour la Coupe du monde 2006, l’équipe du Rwanda bat la Namibie au 1er tour mais termine dernière au 2d tour, derrière l’Angola, le Nigeria, le Gabon, le Zimbabwe et l’Algérie. La plus large victoire du Rwanda fut enregistrée à Dar es Salam en Tanzanie contre Djibouti, le 13 décembre 2007 qui se solda par un 9-0 pour les Rwandais, dans le cadre de la Coupe CECAFA des nations 2007. Les buteurs sont Olivier Karekezi (2 buts), Ahmed Abdi (contre son camp), Kamana Bokota (3 buts), Roger Tuyisenge (1 but), Elias Uzamukunda (1 but) et Hegman Ngoma (1 but). Le Rwanda pour la Coupe du monde de football 2010, est directement qualifié pour le 2e tour, dans le groupe du Maroc, de l’Éthiopie et de la Mauritanie et est en ballotage très favorable pour accéder au 3e tour. Il fut deux fois finaliste en 2005 (battu par l’Éthiopie (0-1)) et en 2007, battu par le Soudan (2-2 tab 4-2, buts de Haruna Niyeonima et d’Abed Mulenda), en Coupe CECAFA des nations.

## Palmarès

### Classement FIFA
| Année              | 1995 | 1996 | 1997 | 1998 | 1999 | 2000 | 2001 | 2002 | 2003 | 2004 | 2005 | 2006 | 2007 | 2008 | 2009 | 2010 | 2011 | 2012 | 2013 | 2014 | 2015 | 2016 | 2017 | 2018 |
| ------------------ | ---- | ---- | ---- | ---- | ---- | ---- | ---- | ---- | ---- | ---- | ---- | ---- | ---- | ---- | ---- | ---- | ---- | ---- | ---- | ---- | ---- | ---- | ---- | ---- |
| Classement mondial | 168  | 159  | 172  | 170  | 146  | 128  | 144  | 130  | 109  | 99   | 89   | 121  | 99   | 78   | 102  | 132  | 106  | 134  | 133  | 68   | 101  | 92   | 113  | 137  |

### Parcours enCoupe du monde
| Année | Position     |      | Année         | Position |                        | Année | Position |
| 1930  | Non inscrite | 1974 | Non inscrite  | 2010     | Non qualifiée          |       |          |
| 1934  | Non inscrite | 1978 | Non inscrite  | 2014     | Non qualifiée          |       |          |
| 1938  | Non inscrite | 1982 | Non inscrite  | 2018     | Non qualifiée          |       |          |
| 1950  | Non inscrite | 1986 | Non inscrite  | 2022     | Non qualifiée          |       |          |
| 1954  | Non inscrite | 1990 | Forfait       | 2026     | Éliminatoires en cours |       |          |
| 1958  | Non inscrite | 1994 | Non inscrite  | 2030     | À venir                |       |          |
| 1962  | Non inscrite | 1998 | Non qualifiée | 2034     | À venir                |       |          |
| 1966  | Non inscrite | 2002 | Non qualifiée |          |                        |       |          |
| 1970  | Non inscrite | 2006 | Non qualifiée |          |                        |       |          |

### Parcours enCoupe d'Afrique
| Année | Position     |      | Année             | Position |                   | Année | Position |
| 1957  | Non inscrite | 1982 | Tour préliminaire | 2006     | Tour préliminaire |       |          |
| 1959  | Non inscrite | 1984 | Tour préliminaire | 2008     | Tour préliminaire |       |          |
| 1962  | Non inscrite | 1986 | Non inscrite      | 2010     | Non inscrite      |       |          |
| 1963  | Non inscrite | 1988 | Forfait           | 2012     | Tour préliminaire |       |          |
| 1965  | Non inscrite | 1990 | Non inscrite      | 2013     | Tour préliminaire |       |          |
| 1968  | Non inscrite | 1992 | Non inscrite      | 2015     | Tour préliminaire |       |          |
| 1970  | Non inscrite | 1994 | Non inscrite      | 2017     | Tour préliminaire |       |          |
| 1972  | Non inscrite | 1996 | Non inscrite      | 2019     | Tour préliminaire |       |          |
| 1974  | Non inscrite | 1998 | Non inscrite      | 2021     | Tour préliminaire |       |          |
| 1976  | Non inscrite | 2000 | Tour préliminaire | 2023     | Tour préliminaire |       |          |
| 1978  | Non inscrite | 2002 | Tour préliminaire | 2025     | À venir           |       |          |
| 1980  | Non inscrite | 2004 | 1er tour          | 2027     | À venir           |       |          |

### Parcours enCoupe CECAFA des nations
- Vainqueur en 1999
- Finaliste en 2003, 2005, 2007, 2009, 2011 et 2015
- Troisième en 1999, 2001, 2002 et 2006

## Liste des sélectionneurs du Rwanda
- Otto Pfister (1972–1976)
- Metin Türel (1991)
- Longin Rudasingwa (1998-1999)
- Rudi Gutendorf (1999–2000)
- Longin Rudasingwa (?, intérim)
- Ratomir Dujković (2001–2004)
- Roger Palmgren (2004–2005)
- Michael Nees (2006–2007)
- Josip Kuže (2007–2008)
- Raoul Shungu (2008, intérim)
- Branko Tucak (2008–2009)
- Eric Nshimiyimana (2009–2010, intérim)
- Sellas Tetteh (2010–2011)
- Milutin Sredojević (2011–2013)
- Eric Nshimiyimana (2013–2014)
- Stephen Constantine (2014–2015)
- Lee Johnson (2015, intérim)
- Johnny McKinstry (2015–2016)
- Gilbert Kanyankore (2016, intérim)
- Jimmy Mulisa (2016, intérim)
- Antoine Hey (mars 2017-fév. 2018)
- Vincent Mashami (fév.2018-mars 2022)
- Carlos Alos Ferrer (mars 2022-août 2023)
- Gérard Buscher (août 2023-oct. 2023, intérim)
- Torsten Frank Spittler (nov. 2023-dec. 2024)
- Adel Amrouche (depuis mars 2025)